# Högsta domstolen (Tyskland)

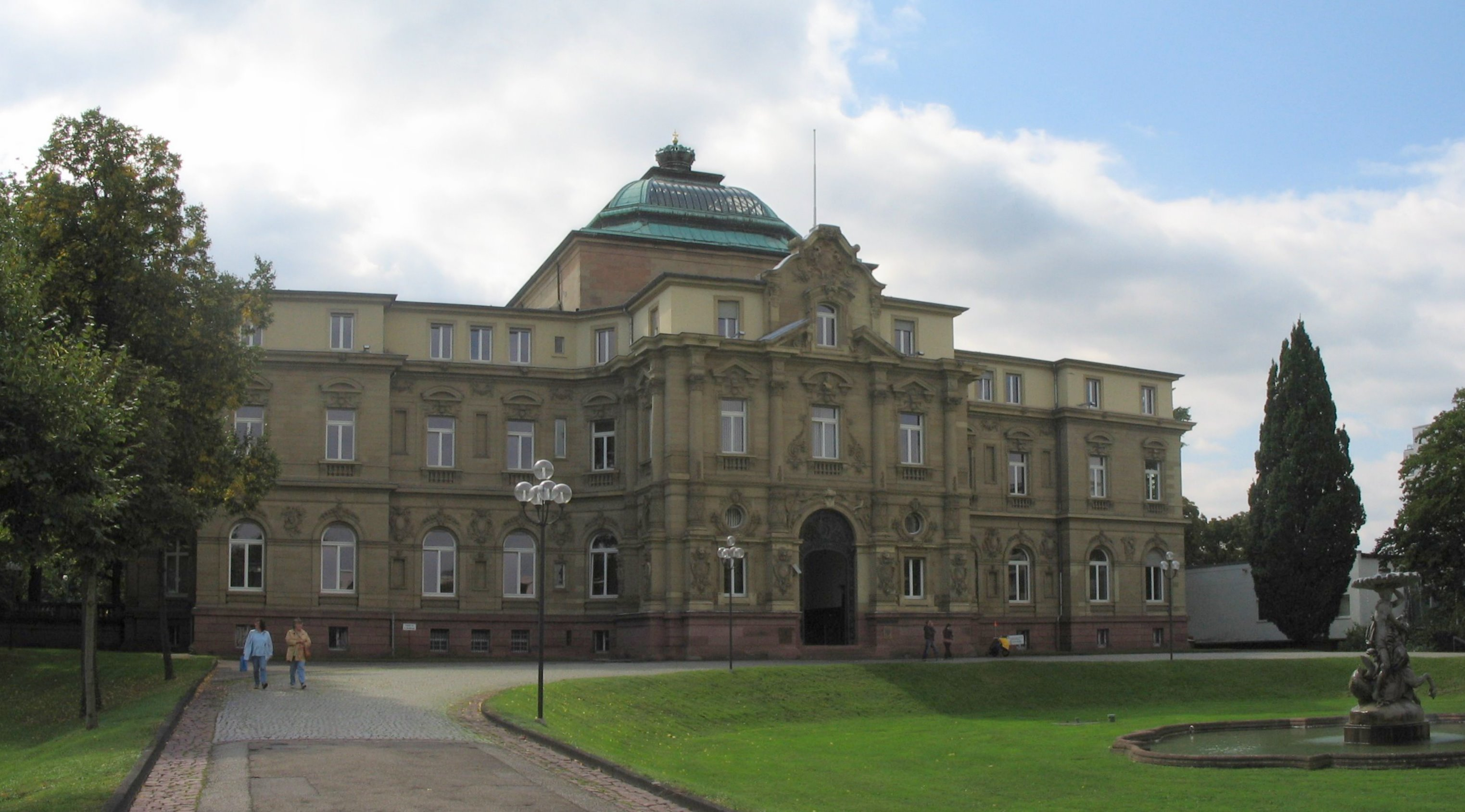
Domstolen är inrymd i Erbgroßherzogliches Palais i Karlsruhe.

Bundesgerichtshof (BGH) är Tysklands federala högsta instans för civil- och brottmål med säte i Karlsruhe. En av brottmålsavdelningarna är placerad i Leipzig. Domstolen är en av Tysklands fem federala sistainstansdomstolar. BGH fattar i huvudsak beslut om revision av domar av delstatliga allmänna domstolar (Landgerichte samt Oberlandesgerichte).
Bundesgerichtshof bör ej sammanblandas med Bundesverfassungsgericht som också är placerad i Karlsruhe.

## Historia
Bundesgerichtshof bildades 1950. Efter Tysklands återförening 1990 var det tänkt att domstolen skulle flytta tillbaka till sin ursprungliga byggnad, Reichsgerichtsgebäude, i Leipzig. Emellertid ville inte domarna lämna Karlsruhe. Leipzig erhöll endast den femte brottmålsavdelningen som tidigare hade funnits i Berlin.
Bundesverwaltungsgericht flyttade 2002 in i Reichsgerichtsgebäude i Leipzig, medan den femte brottmålsavdelningen finns i Villa Sack, även den i Leipzig.